# هیروفومی یاماوچی
هیروفومی یاماوچی (انگلیسی: Hirofumi Yamauchi؛ زادهٔ ۹ فوریهٔ ۱۹۹۵) بازیکن فوتبال اهل ژاپن است.
از باشگاه‌هایی که در آن بازی کرده‌است می‌توان به باشگاه فوتبال سرزو اوساکا اشاره کرد.